# Hans Adolf Weidlich
Hans Adolf Weidlich (geboren 25. November 1909 in Höchst am Main; gestorben 17. Mai 1988) war ein deutscher Chemiker, Hochschullehrer und Autor zur Philatelie.

## Leben
Weidlich studierte an der Universität Göttingen, an der er 1934 seine Dissertation Ueber das Grundskelett des Follikelhormons. Ein Beitrag zur Konstitutionsermittelung des weiblichen Sexualhormons vorlegte. Während seines Studiums arbeitete er in seinen Semesterferien im Auktionshaus Heinrich Köhler in Berlin. Im Zweiten Weltkrieg war er schon 1940 als Dozent an der Universität Heidelberg tätig, wo er 1941 seine naturwissenschaftlich-mathematische Habilitationsschrift ablegte unter dem Titel Untersuchungen zu einer Steroidsynthese, zugleich Versuch einer praktischen Deutung des Ablaufs gewisser katalytischer Hydrierungen. Über die Darstellung von substituierten Cyclopentanonen.
Ab 1942 wirkte er als Abteilungsleiter am Berliner Institut für Geschwulstkrankheiten des städtischen Rudolf-Virchow-Krankenhauses.
In der Nachkriegszeit leitete er zunächst die Patentabteilung bei Boehringer Ingelheim, bevor er 1956 zum Professor an der Universität Mainz berufen wurde.
Unterdessen war Weidlich bereits 1948 als Mitglied im Deutschen Altbriefsammler-Verein (DASV) beigetreten. Dessen Interessen vertrat er als Mitglied im Vorstand ab 1957 als 2. Schriftführer und von 1961 bis 1964 als Rundsendeleiter des Vereins. Am 26. August 1966 wurde er als Nachfolger von Hermann Deninger zum Präsidenten der Vereinigung gewählt; ein Amt, das am 8. Mai 1982 sein Nachfolger Carlrichard Brühl übernahm. Im selben Jahr wurde Weidlich zum Ehrenpräsidenten ernannt.
Parallel zu seiner Mitgliedschaft im DASV war Weidlich auch im Briefmarken-Club Hannover von 1886 tätig, der seine im Briefmarken-Fachverlag Grobe 1981 in Hannover mit vielen Illustrationen erschienene Schrift Die Postmeisterscheine von Braunschweig und Hannover im Rahmen ihrer Postgeschichte herausgab.
In den 16 Jahren seiner Tätigkeit als Vorstand und Präsident des DASV arbeitete Weidlich permanent am Rundbrief des Philatelistenvereins mit. Er publizierte vielfach insbesondere über die Postscheine der Altdeutschen Staaten. Darüber hinaus hatte er weitere Themen vorbereitet; Schriften, die nach seinem Tod bisher nicht veröffentlicht werden konnten.
Hans Adolf Weidlich starb 1988 im Alter von 78 Jahren.

## Professor Dr. Hans A. Weidlich-Plakette
Die Professor Dr. Hans A. Weidlich-Plakette wurde in Würdigung von Weidlichs Verdiensten „für das internationale Ansehen des DASV und der deutschen Altbriefkunde“ 1991 durch die Erbengemeinschaft gestiftet. „Die Plakette soll einmal jährlich an Persönlichkeiten verliehen werden, die sich nach dem Vorbild von Prof. Dr. Weidlich als Führungskräfte der Philatelie oder durch herausragende Forschungsergebnisse auf dem Gebiet der Postgeschichte oder durch deren wirksame und umfassende Förderung verdient gemacht haben.“

## Schriften (Auswahl)
als Naturwissenschaftler:
- Ueber das Grundskelett des Follikelhormons. Ein Beitrag zur Konstitutionsermittelung des weiblichen Sexualhormons, mathematisch-naturwissenschaftliche Dissertation 1934 an der Universität Göttingen, Saalfeld Ostpreußen 1934
- Untersuchungen zu einer Steroidsynthese, zugleich Versuch einer praktischen Deutung des Ablaufs gewisser katalytischer Hydrierungen. Über die Darstellung von substituierten Cyclopentanonen, naturwissenschaftlich-mathematische Habilitation an der Universität Heidelberg, zusammen mit Margot  Meyer-Delius unter dem Kopftitel Über die Darstellung methoxylhaltiger Phenylessigsäuren, in: Berichte der Deutschen Chemischen Gesellschaft, Jhrg. 74, [Berlin]: [Verlag Chemie], 1941, S. 1195–1218

zur Philatelie:
- Handbuch der Württemberg-Philatelie. Neues Handbuch der Briefmarkenkunde, Bd. 1, Teil 2: Postscheine der Kreuzerzeit, Soest: Verlag für den Bund Deutscher Philatelisten, 1979
- Die Postscheine des preußischen Grenzpostamts Stettin bis 1824 (= Postgeschichte und Altbriefkunde, Heft 58), hrsg. vom Deutschen Altbriefsammler-Verein, Frankfurt am Main, 1980
- Die Postmeisterscheine von Braunschweig und Hannover im Rahmen ihrer Postgeschichte, hrsg. vom Briefmarken-Club Hannover von 1886 e.V., Hannover: Fachverlag Grobe, 1981
  - Ergänzungen und Korrekturen von 1983 (11 S.) und 2. Ergänzungen mit Korrekturen von 1990 (15 S.)
- Die Post im Markgraftum Oberlausitz und ihre Postscheine (= Postgeschichte und Altbriefkunde, Bd. 82), 1985
- Nicole Garcin, C. Muys, Hans A. Weidlich: Die Telegraphen-Luftballons der Revolutionszeit (= Postgeschichte und Altbriefkunde, Bd. 85), darin auch Die Grenz-Eingangsstemel der Niederlande 1815/1816 und Die Fahrpost von Zeitz nach Hof in der ersten Hälfte des 19. Jahrhunderts, 1986
- Preussische Postscheine von Berlin 1700–1867 (= Bund Deutscher Philatelisten. Forschungsgemeinschaft Berlin: Schriftenreihe, Heft 3), Hrsg.: Forschungsgemeinschaft Berlin e.V. im BDPh, Kassel: Forschungsgemeinschaft Berlin, 1987
- Handbuch der Württemberg-Philatelie. Postscheine der Kreuzerzeit,
  - Neubearbeitung des Postscheinkatalogs durch Dr. Karlheinz Seeger im Auftrag der Arbeitsgemeinschaft Württemberg im BdPh,  [Ditzingen]: Arbeitsgemeinschaft Württemberg im BdPh, [2003]f.